# Ода Нобукацу
Ода Нобукацу (яп. 织田信雄, 1558 — 10 червня 1630) - японський самурай, даймьо періоду Адзуті-Момояма. Голова клану Кітабатаке (1575-1582) і 1-й правитель Уда-Мацуяма-хана (1615-1630). Він був другим сином Оди Нобунаги.

## Біографія
Другий син відомого японського полководця Оди Нобунаги (1534-1582). У 1570 році на вимогу свого батька Оди Нобунаги він був усиновлений кланом Кітабатаке, щоб зміцнити владу клану Ода над провінцією Ісе, і одружився з дочкою колишнього голови клану Кітабатаке Томонорі. У 1575 році Ода Нобукацу був офіційно визнаний главою клану Кітабатаке. У наступному 1576 році він ув'язнив і вбив свого прийомного батька Кітабатаке Томонорі, повністю взявши під свій контроль клан Кітабатаке.
Ода Нобукацу відігравав важливу роль під час двох військових кампаній в провінції Іґа. У 1579 році він зробив військовий похід на провінцію Іґа, який закінчився повною катастрофою.. У 1581 році його батько особисто очолив каральний похід на цю провінцію і підпорядкував її своїй владі.
У червні 1582 року Ода Нобунага був убитий повсталим воєначальником Акечі Міцухіде в Кіото. В один день разом з ним загинув його старший син і спадкоємець  Ода Нобутада, який був обложений військом Акечі Міцухіде і змушений був зробити сеппуку. Після Оди Нобунаги почалася запекла боротьба за владу між його воєначальниками і синами.
Ода Нобукацу, щоб захистити інтереси будинку Ода, перейшов на бік Тойотомі Хідейоші, одного з найбільших воєначальників свого покійного батька. На нараді в замку Кійоші, Тойотомі Хідейоші, який домігся підтримки ряду генералів Оди Нобунаги, призначив головою роду Ода дворічного Хіденобу (1581-1602), сина Нобутади і племінника Нобукацу. Тойотомі Хідейоші, Ода Нобукацу і Ода Нобутака стали опікунами малолітнього Хіденобу. Ода Нобукацу зберіг владу над провінціями Міно, Оварі і Ісе.
У 1583 році Ода Нобукацу підтримав Тойотомі Хідейоші в боротьбі проти свого молодшого брата Оди Нобутаки (1558-1583), який був обложений в замку Гіфу і змушений був зробити сеппуку. Незабаром Ода Нобукацу посварився з Тойотомі Хідейоші і перейшов на бік його ворога Токуґави Ієясу. У 1584 році на стороні Токуґави Ієясу брав участь в битві при Комакі і Наґакуте.
Після півтора років битв, Тойотомі Хідейоші запропонував Оді Нобукацу укласти мир, обіцяючи зберегти за ним його володіння. Ода Нобукацу прийняв цю пропозицію і практично став васалом Хідейоші. У 1590 році він брав участь у військовій кампанії Хідейоші проти клану Го-Ходзьо. Після цієї кампанії за наказом Тойотомі Хідейоші, Ода Нобукацу змушений був прийняти чернецтво, а його володіння були роздані іншим васалам Хідейоші. Через кілька років Тойотомі Хідейоші помилував Оду Нобукацу і повернув йому родові володіння.
Після смерті Тойотомі Хідейоші (1598), Ода Нобукацу підтримував його сина-спадкоємця Хідейорі. Під час облоги Осаки (1614-1615) він зрадив свого повелителя і здався Токугаві Ієясу, який в 1615 році подарував йому у володіння Уда-Мацуяма-хан в провінції Ямато (нині - префектура Нара).
У червні 1630 року 72-річний Ода Нобукацу помер, його володіння успадковував четвертий син Ода Таканага (1590-1674), який став другим даймьо Уда-Мацуяма-хана (1630-1659).